# R-27 (pocisk powietrze-powietrze)

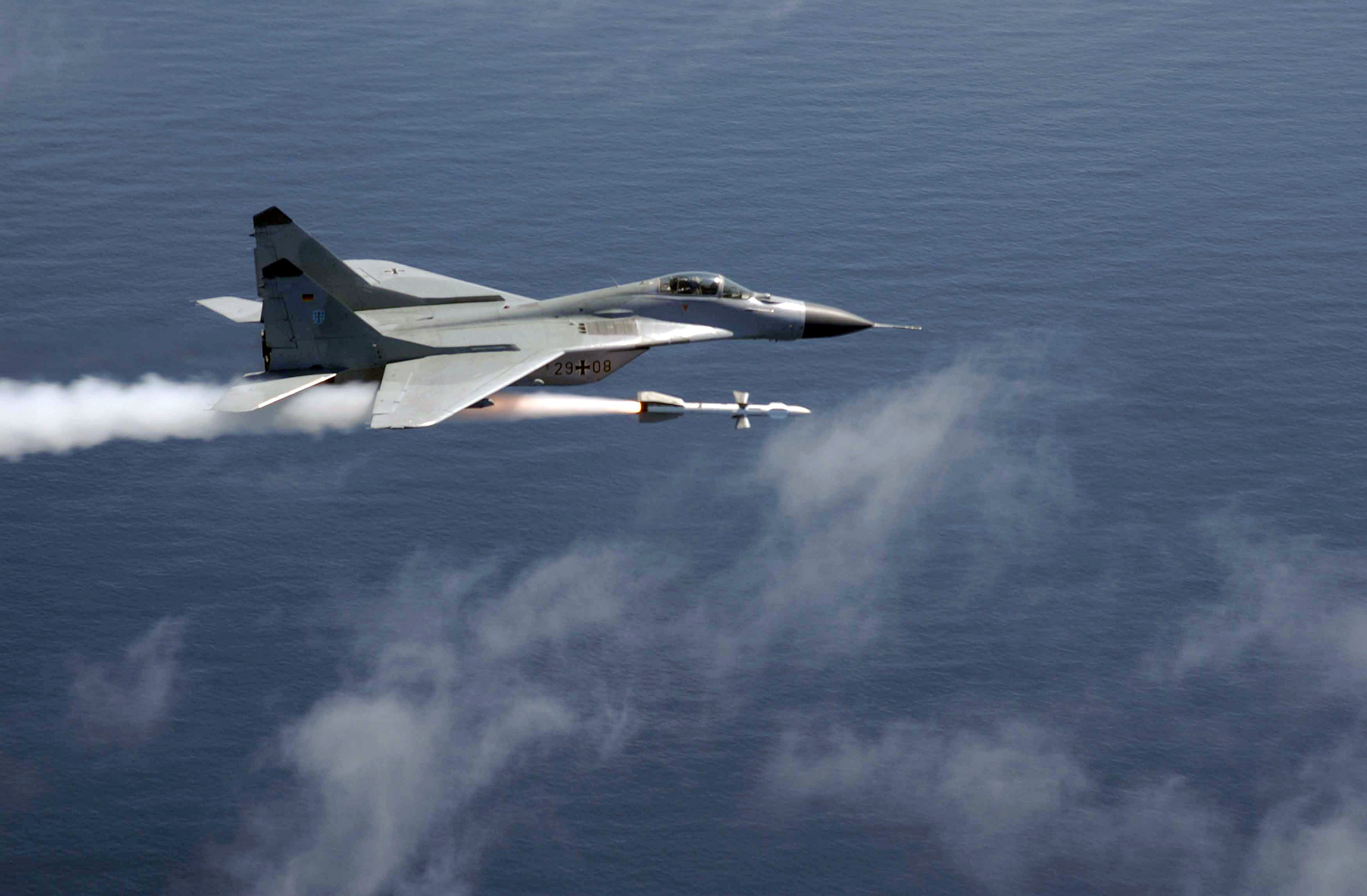
Wystrzelenie R-27 z pokładu myśliwca MiG-29

R-27 Wympieł – radziecki pocisk rakietowy przeznaczony do zwalczania celów powietrznych na średnich i długich dystansach (w zależności od wersji), naprowadzany półaktywnym systemem radiolokacyjnym korygowanym bezwładnościowym systemem nawigacyjnym INS lub termicznie, w zależności od odmiany i zastosowanego systemu naprowadzającego podobnie jak francuski pocisk MBDA MICA. R-27 jest zdolny do zwalczania celów zarówno na tle ziemi, jak i morza i charakteryzuje się dużą odpornością na działanie systemów zakłócających. Pocisk zaprojektowano przede wszystkim do przenoszenia przez myśliwce MiG-29 i Su-27, a później dostosowano do jego użycia także maszyny MiG-23MLD. W nomenklaturze NATO pocisk nosi oznaczenie AA-10 Alamo.

## Historia
Opracowanie pocisku R-27 rozpoczęto w 1972 roku w zakładach GosMKB „Wympieł” (ГосМКБ «Вымпел»). Początkowo planowano zastosować klasyczny układ aerodynamiczny pocisku z dużymi powierzchniami nośnymi w środkowej części kadłuba i usterzeniem ogonowym, ale ostatecznie zdecydowano się na „odwrócony” układ kaczki z niesymetrycznym usytuowaniem powierzchni nośnych. W części dziobowej umieszczono ponadto powierzchnie destabilizujące zwiększające zwrotność pocisku. W Związku Radzieckim często stosowaną praktyką przy konstruowaniu pocisków rakietowych było budowanie różnych ich wersji różniących się przede wszystkim głowicą systemu naprowadzania. Tak samo było w przypadku R-27, który budowano zarówno w wersjach naprowadzanych termicznie, jak i radiolokacyjnie. Maksymalny zasięg pocisków zależy od pułapu ich odpalenia i systemy nawigacyjne R-27, zwłaszcza w wersji z naprowadzaniem radiolokacyjnym i bezwładnościowym systemem nawigacyjnym, optymalizują trajektorię lotu w taki sposób, że leci on po krzywej balistycznej, a nie bezpośrednio do celu.
Pociski R-27 znajdują się na uzbrojeniu samolotów Jak-141 oraz wszystkich wariantów MiG-29 i Su-27. Największą słabością pocisków R-27, z uwagi na ich półaktywny system naprowadzania, jest konieczność stałego podświetlania celu przez pilota samolotu z którego pocisk wystrzelono przez cały czas lotu pocisku, co naraża go na wykrycie i trafienie przez pocisk powietrze-powietrze przeciwnika, z czym wiązała się duża ilość strat wśród pilotów ukraińskich, podczas wojny rosyjsko-ukraińskiej

## Wersje pocisków R-27
- R-27R – podstawowy pocisk naprowadzany półaktywnym systemem radiolokacyjnym w końcowej fazie lotu i bezwładnościowym systemem nawigacyjnym korygowanym sygnałem radiowym z samolotu-nosiciela. Zasięg od 2 do 50–80 km w zależności od pułapu wystrzelenia. W kodzie NATO oznaczona jako Alamo-A.
- R-27T – podstawowy pocisk naprowadzany termicznie, różniący się od wersji R-27R tylko rodzajem głowicy naprowadzającej. Zasięg tej wersji jest nieznacznie mniejszy ze względu na brak systemu nawigacji INS i przez co mniejsze wykorzystanie programowego lotu po krzywej balistycznej. W kodzie NATO oznaczona jako Alamo-B.
- R-27P – pocisk z pasywną głowicą naprowadzającą Awtomatika 9B-1032 (PRGS-27) kierującą pocisk w stronę źródła promieniowania pokładowego radaru wrogiego samolotu (pocisk przeciwradarowy). Pocisk charakteryzuje się mniejszą masą i zasięgiem od 3 do 72 km. W kodzie NATO oznaczona jako Alamo-D.
- R-27ER – pocisk naprowadzany radiolokacyjnie, półaktywną głowicą naprowadzającą i charakteryzujący się wydłużonym do 130 km zasięgiem. Ta wersja jest dłuższa od poprzedników o 700 mm i posiada nieznacznie powiększoną rozpiętość powierzchni nośnych, wzrosła również jego masa do 350 kg. R-27ER został wprowadzony do uzbrojenia w 1990 roku. W kodzie NATO oznaczona jako Alamo-C.
- R-27ET – pocisk naprowadzany termicznie, charakteryzujący się wydłużonym do 120 km zasięgiem. Tak jak wersja R-27ER został wydłużony i zwiększono mu rozpiętość powierzchni nośnych. W kodzie NATO oznaczona jako Alamo-C.
- R-27EP – pocisk z pasywną głowicą naprowadzającą Awtomatika 9B-1032 (PRGS-27) i wydłużonym do 110 km zasięgu. W kodzie NATO oznaczona jako Alamo-D.

Wszystkie wersje pocisków R-27 posiadają zdolność zwalczania celów znajdujących się poza zasięgiem widoczności (BVR – Beyond Visual Range).